# Wolfgang Gorter
Wolfgang Gorter (* 23. Juni 1908 in München; † 21. November 1989 in Bad Tölz) war ein deutscher Bergpionier und Filmemacher.

## Leben
Wolfgang Gorter wurde als Sohn von Richard und Valerie Gorter (1885–1962) in München geboren und verstarb im Alter von 81 Jahren in Bad Tölz. Er war Vater eines leiblichen Sohnes (Helmut Wolfgang Meier 1932–2016) und zweier Adoptivsöhne, die seine Frau Wilma-Thea Gorter mit in die Ehe brachte.
Sein Filmschaffen geht bis in die 1930er-Jahre zurück und er war der erste Deutsche, der nach dem Zweiten Weltkrieg von den Besatzungsmächten die Erlaubnis erhielt, Filme herzustellen und öffentlich vorzuführen. Gorter gilt als Extrem-Alpinist, der neben eigenen Expeditionen, u. a. im afghanischen Hindukusch auch Polar-Filmexpeditionen zum nördlichen Eismeer unternahm.
In den 1920er-Jahren begegnete er Luis Trenker und wurde dessen Freund und zeitweiliger Mitarbeiter. Ab 1936 war Gorter als Berg-, Ski- und Kulturfilmkameramann und -regisseur tätig. Zusammen mit Ludwig Steinauer aus München konnte er 1936 viele Erstbesteigungen durchführen. Höhepunkte waren die erste Durchsteigung der Alam-Kouh-Nordwand (die Route heißt heute „The German Ridge“) und die Überschreitung des Damavand. Zwei Jahre darauf gelang ihm die Erstbegehung der Damavand-Nordwand, einer 3000 Meter hohen Schnee- und Eisflanke. Bis heute erhielt er ca. 25 internationale Auszeichnungen. Mit fast 70 Jahren begleitete er als Kameramann ohne Sauerstoffgerät die Iranisch-Japanische Himalaya-Expedition 1976 zum 8156 m hohen Manaslu. (Zitat Hans Strobel)

## Filmografie
- 1948: Peter, der Fischerbub. Regie
- 1949: Blasius und die Schneeteufel. Regie (mit Ernst Hess), auch Buch
- 1949: Franzl, der Hüterbub. Regie
- 1950: Skiflieger. Regie (mit Hermann Harster)
- 1951: Im Zeichen der Passion. Regie
- 1951: Sommer – Sonne – Ferien. Regie, auch Kamera, Montage, Sprecher
- 1951: Weltmeister unter sich. Regie (mit Hermann Harster)
- 1951: Franzl im Schnee. Regie
- 1952: Franzl, der Gipfelstürmer. Regie
- 1952: Franzl greift ein. Regie
- 1952: Sisu – Tiere im nordischen Urwald. Regie, auch Kamera
- 1953: Melodie der Heimat – Vom Bodensee zum Frankenland. Regie, auch Buch, Produzent
- 1953: Jugend ohne Grenzen. Regie, auch Kamera
- 1953: Vom Wildtier zum Haustier. Regie
- 1953: Land des Lichtes. Regie, auch Produzent
- 1954: Verzaubertes Lappland. Regie, auch Kamera
- 1954: Sommer in Lappland. Regie
- 1955: Finnisches Land – sportliches Volk. Regie (mit Herbert Giffei)
- 1955: Mensch und Fels. Regie
- 1955: Bekanntes – unbekanntes Land. Regie
- 1955: Wetterwart auf Deutschland höchstem Gipfel. Regie
- 1955: Rettung aus Bergnot. Regie
- 1955: Kleiner Mensch – gib acht!. Regie, auch Buch, Kamera, Produzent
- 1955: Auf Himmelsgraten. Regie, auch Buch, Kamera, Produzent
- 1955: Bergheimat Gröden. Regie, auch Buch, Kamera, Produzent
- 1955: Das grüne Gold Suomis. Regie
- 1956: Über Tal und Wolken. Regie, auch Buch, Kamera
- 1956: Notsignal Höllentorkopf. Regie
- 1956: Frieden über dem Nordland. Regie
- 1956: Auf dem Zugspitzgipfel. Regie
- 1957: Menschen am Gletscher. Regie
- 1957: Dolomiten. Regie
- 1957: Wir kommen!. Regie
- 1957: Begegnung. Regie
- 1958: Wohin mich meine Brettl tragen.... Regie, auch Kamera
- 1958: Der Fischerpeter vom Chiemsee. Regie
- 1959: Bergwelt. Regie
- 1959: Schauen, Schreiten, Schweigen. Regie
- 1959: Eiger-Nordwand. Regie (mit Edmund Geer), auch Kamera
- 1959: Im Gletschereis. Regie
- 1959: Phänomen Klettern. Regie (mit Edmund Geer), auch Kamera, Produzent
- 1996 Kameraden unterm Edelweiß (erscheint bei PolarFilm) Aufnahmen der Wehrmacht im Kaukasus während dem Ostfeldzug(https://archive.org/details/kameraden-unterm-edelweiss-1996)